# احمد مختار بابان
احمد مختار بابان (عربی: أحمد مختار بابان؛ زاده ۲۱ اوت ۱۹۰۰ – درگذشته ۲۴ اکتبر ۱۹۷۶) یک سیاست‌مدار کُرد اهل عراق بود که به عنوان آخرین نخست‌وزیر پادشاهی عراق خدمت کرد.